# Friedrich Carl Ludloff (Theologe)
Friedrich Carl Ludloff (* 31. Dezember 1808 in Garsitz; † 23. Dezember 1878 in Sondershausen) war Konsistorialrat, Prinzenerzieher und Pfarrer im Fürstentum Schwarzburg-Sondershausen.

## Leben

### Familie
Carls Vater, der Hofkommissär Johann Friedrich Ludloff (* 22. Juni 1764 in Sondershausen, † 27. Dezember 1830 in Garsitz), war ein Bruder des Schriftstellers Carl Ludloff (1766–1824). Carls Mutter Christiane geb. Blumröder (* 16. Oktober 1778 in Gehren, † 8. Dezember 1853 in Rothhof bei Oberlauringen), Tochter des Diakons Christian Blumröder in Gehren, war eine Schwester des Offiziers und Schriftstellers August (von) Blumröder und eine Cousine des Pfarrers Ferdinand Blumröder in Marlishausen.
Carls geliebter und jung verstorbener Bruder Rudolf (1800–1839) war ein Ökonom; sein Bruder Louis (* 1807), ein Rittergutspächter, war der Vater von Rudolf (* 1848), dem Verfasser der Ludloff-Genealogie. Carls jüngster Bruder Wilhelm (1812–1886) nahm die Mutter in seinem Rittergut Rothhof bei Schweinfurt auf.
Carl Ludloff heiratete am 24. Mai 1836 in Rudolstadt Auguste Schwartz (* 2. Juni 1809 in Rudolstadt, † 25. August 1883 in Berlin). Das Ehepaar hatte drei überlebende Kinder: Friedrich (* 1838), Max (* 1839) und Carl (* 1842).

### Ausbildung, Studium, Hauslehrer
Seine grundlegende schulische Bildung erhielt Ludloff durch Privatunterricht bei verschiedenen Lehrern. Von Ostern 1823 bis Herbst 1827 besuchte er das Gymnasium in Rudolstadt; anschließend studierte er Theologie an der Universität Jena. Aus Geldmangel verließ er die Universität im Herbst 1829, um bei dem Geheimen Rat Friedrich von Witzleben (1797–1862) in Rudolstadt als Hauslehrer zu arbeiten. In dieser Zeit bildete er sich nebenher weiter und bestand 1831 vor dem Fürstlichen Konsistorium in Arnstadt die 1. theologische Prüfung. 1832 studierte er noch einmal ein halbes Jahr Theologie bei Friedrich Schleiermacher in Berlin, setzte dann aber die Tätigkeit als Hauslehrer in Rudolstadt bis Ende 1834 fort.

### Schul- und Kirchendienst
1835 versuchte er sich in seinem Elternhaus vorübergehend in der Landwirtschaft, arbeitete dann aber auf eine Anstellung im Kirchen- oder Schuldienst hin.
Im April 1836 wurde er – nach einer philologischen Nachprüfung – als Collaborator am Gymnasium in Arnstadt angestellt, mit den Fächern Religion, deutsche Sprache, Geschichte, Lateinisch und Hebräisch.
Wenige Monate später wurde ihm überraschend vorgeschlagen, das frei werdende Diakonat an der Stadtkirche von Sondershausen zu besetzen. Er legte entsprechend im September die 2. theologische Prüfung ab und trat am 23. Oktober 1836 in das neue Amt ein. Dabei hatte er auch am Sondershäuser Gymnasium Religion, deutsche Sprache und Hebräisch zu unterrichten. Im April 1839 wurde er zum Konsistorialassessor ernannt.

### Prinzenerzieher
Im Juni 1840 erhielt Ludloff den Auftrag, für die Kinder aus der ersten Ehe des amtierenden Fürsten Günther Friedrich Carl – die Prinzen Karl Günther (1830–1909) und Leopold (1832–1906) und die Prinzessin Elisabeth (* 1829) – als Erzieher zu dienen. Damit endete sein Diakonat und die Lehrertätigkeit. Zugleich wurde er zum Konsistorialrat ernannt. Als die Prinzen im Herbst 1845 das Blochmannsche Gymnasium in Dresden bezogen, betreute er sie dort noch bis in den Sommer 1846. Damit war die Erziehertätigkeit für das Jahr beendet; Anfang 1847 wurde er für die Konfirmationsvorbereitung der Prinzen wieder nach Dresden beordert. Er hielt die Konfirmationspredigt am Karfreitag 1847 in Sondershausen.

### Landesregierung, Genf-Reise, Pfarramt
Im Zuge einer Verwaltungsreform wurde Ludloff zum April 1847 zum stimmführenden Mitglied in der Verwaltungsabteilung und der Konsistorialabteilung der Landesregierung ernannt.
Diese Verwaltungstätigkeit wurde überraschend unterbrochen, indem Ludloff im Spätsommer 1848 (nach den Wahlen zum ersten Landtag des Fürstentums unter einer Märzregierung) den Auftrag erhielt, mit den Prinzen eine Reise nach Genf zu unternehmen. Dazu wurde er am 3. September zum „Gouverneur“ der Prinzen ernannt. Erst im Juli des nächsten Jahres erhielten sie die Aufforderung zur Rückkehr, die sich – wegen der revolutionären Zustände in Baden über Umwege – bis zum September hinzog.
Ab September 1849 war er wieder in der Landesregierung tätig und bearbeitete Kirchen- und Schulthemen. Nach einer erneuten Verwaltungsreform im Juli 1850 war er nun Vortragendes (statt Stimmführendes) Mitglied des Ministeriums und des Kirchenrats.
Er fand sich insgesamt unangemessen behandelt, indem seine jahrelange Tätigkeit als Prinzenerzieher – besonders im Jahr der Trennung von seiner Familie während der Genf-Reise – keine anhaltende Würdigung fand. 1858 bewarb er sich deshalb um das frei gewordene (und scheinbar lukrative) Pfarramt in Schernberg mit Himmelsberg bei Sondershausen, zumal er
„mit deren Übernahme […] zugleich den reaktionären Zumutungen und Vexationen entging, denen [er] in [s]einem bisherigen Amte unter den Auspicien eines aus dem Lager des preußischen Junkertums nach Sondershausen berufenen Ministers fortwährend und unmittelbar ausgesetzt war.“
Der genannte Minister war Oscar von Elsner, der seit Mai 1855 Regierungschef war und nicht nur allgemein politisch, sondern auch konfessionell die Reaktion verkörperte.
Im Juli wurde ihm das Amt übertragen; dabei blieb ihm der Sitz im Fürstlichen Kirchenrat erhalten. Zum 29. September 1868 wurde er in den Ruhestand entlassen und lebte anschließend in Sondershausen.

### Weitere Aktivitäten
Zusammen mit Carl Emmerling (der schon seit 1847 sein Kollege in der Konsistorialabteilung war) wurde Ludloff 1850/51 zugunsten von bedrängten Predigern in Schleswig-Holstein aktiv.
Ludloff war lange in der Gustav-Adolph-Stiftung engagiert. Er wurde am 25. November 1853 in den Vorstand des Hauptvereins der Stiftung in Schwarzburg-Sondershausen gewählt, zusammen mit Carl Emmerling und dem Kanzleirat Adolph Heimbürger. Er fungierte bis in das Jahr seiner Emeritierung als Vorsitzender.
Er erhielt 1873 die kaiserliche Kriegsgedenkmünze für Nicht-Kombattanten.
Ludloff starb am 23. Dezember 1878 nach „kurzem, aber schweren Leiden“. Die Gustav-Adolph-Stiftung veröffentlichte einen Nachruf; Emmerling widmete dem „verklärten Freund“ ein Gedicht.

## Die Kleinkinder-Bewahranstalt in Sondershausen
Fürstin Mathilde, die zweite Ehefrau des Fürsten, plante schon 1838 eine „Kleinkinderbewahranstalt“ für Sondershausen. Im März 1840 wies der Fürst auf bestehende Anstalten dieser Art hin und empfahl besonders die des Pfarrers Blumröder in Marlishausen zur Nachahmung. Im Februar 1841 wurde schon eine Lotterie zum Besten der geplanten Anstalt eingerichtet, und am 14. Juni 1842 wurde sie eröffnet. Ludloff hatte an der Entwicklung einen kleinen Anteil.
Etwa Anfang Oktober 1839 kam er in Kontakt mit Fröbels Aktivitäten und bekundete Interesse an einer „durchgreifenden Verjüngung des Erziehungs- und Unterrichts-Wesens“ und an der Einrichtung einer „Kleinkinderanstalt“, worauf Fröbel ihm mit einem ausführlichen Brief antwortete. Anfang 1841 (nun als Erzieher der älteren Fürstenkinder) fragte Ludloff im Auftrag der Fürstin zur „Ausführung eines Kindergartens“ nach, da ein solcher in Sondershausen eingerichtet werden sollte; anschließend schickte die Fürstin den jungen Gustav Stephani von Mai bis Dezember 1841 zur Ausbildung in Fröbels Ausbildungsstätte Keilhau. Das abschließende Zeugnis ging mit Begleitschreiben wieder an Ludloff.
Die Anstalt wurde später von einem Verein zur Hebung der Kleinkinderbewahranstalt unterstützt. Sie ist wohl immer als eine fürsorgerische Einrichtung verstanden worden, im Unterschied zu dem Fröbel-Kindergarten, den Naveau 1853 in Sondershausen gründete. Ansonsten waren sie nach Ludloffs Wahrnehmung aber gleichwertig.

## Nachweise
1. ↑  Bei Blumröders Tod hielt Carl die Trauerrede für seinen Onkel (Der Deutsche. Sondershäuser Zeitung 1860 Nr. 73).
2. ↑  Nachruf von seinem Onkel A. v. Blumröder in Neuer Nekrolog der Deutschen 17. Jg., 1839. Weimar 1841 S. 1084–1089.
3. ↑  Ein Angebot von Thilo Irmisch zu tiefergehenden genealogischen Nachforschungen hatte Carl Ludloff abgelehnt. (Geschichte der Familie Ludolf-Ludloff, S. 12f..)
4. ↑  Verzeichnis der Studierenden in Jena No. 3 (WS 1827/28), Nr. 335, bis No. 6 (SS 1829), Nr. 351.
5. ↑  Arnstädtisches Regierungs- und Intelligenz-Blatt vom 6. August 1831, S. 139.
6. ↑  Arnstädtisches Regierungs- und Intelligenz-Blatt vom 23. April 1836, S. 80.
7. ↑  Fürstlich Schwarzb. Regierungs- und Intelligenz-Blatt vom 13. April 1839, S. 113.
8. ↑  Damit wurde er Nachfolger von Gottlieb Döbling (1797–1858), der den Prinzen 1835–1840 Elementarunterricht gab (Chronik von Arnstadt. 2003. ISBN 3934277071, S. 235).
9. ↑  Fürstlich Schwarzb. Regierungs- und Intelligenz-Blatt vom 13. Juni 1840, S. 185, bzw. 20. Juni, S. 193.
10. ↑  Gedruckt in Privilegirtes Arnstädtisches Regierungs- und Intelligenz-Blatt vom 17. April 1847, Beilage. Besprechung in Theologisches Literaturblatt. (Zur Allgemeinen Kirchenzeitung.) 1848, Nr. 55, Spalte 463f.
11. ↑  Fürstlich Schwarzb. Regierungs- und Intelligenz-Blatt vom 16. Januar 1847, S. 17–18.
12. ↑  Fürstlich Schwarzb. Regierungs- und Intelligenz-Blatt vom 22. Juni 1850, S. 259f.
13. ↑  Sein Onkel A. von Blumröder bezog dagegen bis zum Lebensende eins der höchsten Gehälter im Fürstentum, nachdem er Gouverneur des Erbprinzen gewesen war. (Lengemann, August [von] Blumröder (1776–1860), in: Sondershäuser Beiträge. Püstrich (ISSN 1439-5576). Heft 9, 2007, S. 9–13.)
14. ↑  Geschichte der Familie Ludolf-Ludloff, S. 99; sinngemäß und ohne Namensnennung auch zitiert bei G. Lutze, Aus Sondershausens Vergangenheit, 3. Band. Sondershausen 1919, S. 211.
15. ↑  Der Kirchenrat wurde Ende 1858 durch ein Konsistorium und dieses 1866 wieder durch einen Kirchenrat ersetzt: Fürstlich Schwarzb. Regierungs- und Intelligenz-Blatt vom 10. Juli 1858, S. 305, und vom 25. Dezember 1858, S. 569f., sowie Der Deutsche 1866 Nr. 38.
16. ↑  Der Deutsche 1868 Nr. 114.
17. ↑  Fürstlich Schwarzb. Regierungs- und Intelligenz-Blatt vom 30. November 1850, S. 509, und 1. März 1851 S. 84.
18. ↑  Fürstlich Schwarzb. Regierungs- und Intelligenz-Blatt vom 21. Januar 1854, S. 37f.
19. ↑  Anschließend wurde Emmerling Vorsitzender: Der Deutsche 1868 Nr. 147.
20. ↑  Regierungs- und Nachrichtsblatt für das Fürstenthum Schwarzburg-Sondershausen vom 20. März 1873, S. 133.
21. ↑  Todes- und Dankesanzeige in Der Deutsche 1878 Nr. 302 und 304.
22. ↑  Der Deutsche 1878, Nr. 305, und 1879, Nr. 3.
23. ↑  Reskript des Fürsten vom Oktober 1838, abgedruckt in: Wilhelm May, Ich heiße Bahn und bin bei der Post. 2011. ISBN 9783981106275, S. 409f.
24. ↑  Gesetz-Sammlung für das Fürstenthum Schwarzburg-Sondershausen 1840, Nr. 167.
25. ↑  Fürstlich Schwarzb. Regierungs- und Intelligenz-Blatt vom 6. Februar 1841, S. 45.
26. ↑  Fürstlich Schwarzb. Regierungs- und Intelligenz-Blatt vom 4. Juni 1842, S. 206.
27. ↑  Fröbel an Ludloff 18. Okt. 1839.
28. ↑  Fröbel an Langethal 1. Febr. 1841.
29. ↑  (1815–1880), ab April 1853 Pfarrer in Gillersdorf (Pfarrerbuch S. 377).
30. ↑  Fröbel und Middendorff an Ludloff 2. Jan. 1842.
31. ↑  Vgl. insgesamt H. Gresky, Die Wiedereröffnung der Kinderbewahranstalt in der Mathildenpflege. In: Der Deutsche 1926 Nr. 38.
32. ↑  Naveau in Die Erziehung der Gegenwart 2. Jg., Berlin 1862, S. 116.
33. ↑  Fürstlich Schwarzb. Regierungs- und Intelligenz-Blatt vom 11. November 1854, S. 526f.
34. ↑  mit falscher Namensangabe beim Vater und falschem Todestag auf S. 257.

| Personendaten    | Personendaten                                   |
| ---------------- | ----------------------------------------------- |
| NAME             | Ludloff, Friedrich Carl                         |
| ALTERNATIVNAMEN  | Ludloff, Carl                                   |
| KURZBESCHREIBUNG | deutscher Theologe, Ministerial- und Kirchenrat |
| GEBURTSDATUM     | 31. Dezember 1808                               |
| GEBURTSORT       | Garsitz                                         |
| STERBEDATUM      | 23. Dezember 1878                               |
| STERBEORT        | Sondershausen                                   |